# Mulos de Juncos
I Mulos de Juncos sono una franchigia pallavolistica maschile portoricana con sede a Juncos: militano nel campionato portoricano di Liga de Voleibol Superior Masculino.

## Storia
I Mulos de Juncos nascono nel 2019, grazie all'espansione per una nuova squadra del torneo di Liga de Voleibol Superior Masculino.

## Rosa 2019
| N° | Nome              | Ruolo | Data di nascita   | Nazionalità sportiva |
| -- | ----------------- | ----- | ----------------- | -------------------- |
| 1  | Joseth Irizarry   | C     | 29 aprile 1996    | Porto Rico           |
| 2  | Juan Carlos Ribas | S     | 8 settembre 1993  | Porto Rico           |
| 3  | Pablo Guzmán      | S     | 2 giugno 1987     | Porto Rico           |
| 5  | Chadli Gutiérrez  | O     | -                 | Porto Rico           |
| 6  | Roberto Ramírez   | P     | 29 gennaio 1992   | Porto Rico           |
| 7  | Arturo Iglesias   | P     | 22 novembre 1995  | Porto Rico           |
| 8  | Jonathan King     | C     | 12 agosto 1982    | Porto Rico           |
| 9  | Francisco Vélez   | O     | 27 settembre 1993 | Porto Rico           |
| 10 | Gianluca Grasso   | S     | 3 dicembre 1995   | Porto Rico           |
| 11 | José Mulero       | L     | 25 ottobre 1991   | Porto Rico           |
| 12 | Christian Burgos  | O     | 24 marzo 1996     | Porto Rico           |
| 13 | Jovanny Torres    | S     | 8 giugno 1999     | Porto Rico           |
| 14 | Dimar López       | O     | 23 agosto 1986    | Porto Rico           |
| 15 | Arnel de Jesús    | C     | 30 luglio 1990    | Porto Rico           |
| 16 | Edwin Aquino      | C     | 9 novembre 1984   | Porto Rico           |